# Thomisus yemensis
Thomisus yemensis es una especie de araña cangrejo del género Thomisus, familia Thomisidae. Fue descrita científicamente por Dippenaar-Schoeman & van Harten en 2007.

## Distribución
Esta especie se encuentra en Yemen.